# Xfce
Chronologie des versions
CDE (prédécesseur spirituel)
Xfce est un environnement de bureau libre léger utilisant la boîte à outils  GTK et destiné aux systèmes d'exploitation apparentés à UNIX.
Le Français Olivier Fourdan (en) a démarré le projet Xfce en 1996, souhaitant cloner Common Desktop Environment (CDE). Le nom « XFCE » était le sigle de XForms Common Environment, mais Xfce a été réécrit deux fois depuis et n'utilise plus cette boîte à outils. Le nom n'a plus de signification particulière et s'écrit à présent « Xfce ».

## Philosophie

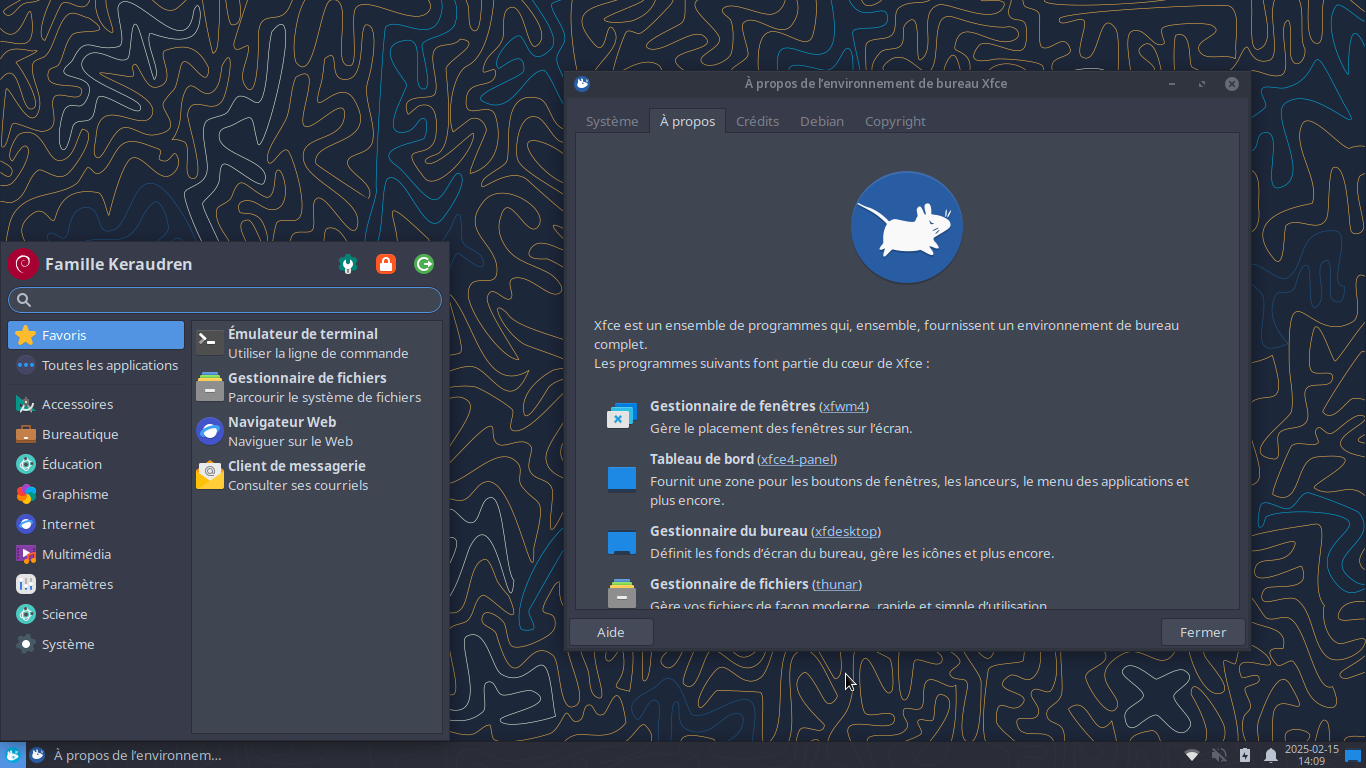
Le bureau Xfce 4.18 avec le thème système Arc Dark et le thème d'icône Papirus Dark

Xfce est fondé sur trois principes : rapidité, économie de ressources et simplicité d'utilisation. Son logo, une souris se déplaçant à grande vitesse, exprime ces idées. L'un des autres buts de Xfce est d'être conforme aux normes, plus particulièrement avec les spécifications du Freedesktop.org.
Afin de réaliser ces objectifs, Xfce est fidèle à la philosophie traditionnelle de modularité et de réutilisabilité d'UNIX. Il est constitué de plusieurs composants logiciels qui, assemblés, fournissent toutes les fonctionnalités d'un environnement de bureau. Ces composants sont disponibles séparément, ce qui permet à l'utilisateur de sélectionner ceux dont il a besoin afin de créer l'environnement de travail le plus adapté. Il en va de même pour les applications associées à Xfce.
L'interface graphique est épurée afin d'en faciliter l'utilisation et le choix des fonctionnalités disponibles est rigoureux, mais reste néanmoins souple. Ce principe sera repris aussi bien dans les logiciels du projet Xfce que sur d'autres applications externes au projet — Asunder (en) par exemple. Pour agrémenter son environnement de travail, de nombreux produits dérivés sont disponibles.

## Historique
- 1996, première version disponible sur Sunsite (actuellement ibiblio.org)[6]. Dans la mesure où il utilise XForms (qui n'est pas libre), il n'est pas intégré dans les dépôts officiels des distributions majeures de l'époque.
- 1998, version 2. Xfwm, le gestionnaire de fenêtres, fait son apparition.
- 1999, version 3. XFce utilise à présent GTK+ et devient Xfce. Dans la mesure où il est devenu un logiciel libre à part entière, il est intégré dans les dépôts des principales distributions Linux de l'époque (Red Hat, Debian, Slackware...) et porté vers les systèmes BSD.
- En janvier 2001, démarrent les versions 3.8.x, l'environnement de base est alors complètement terminé. Xfce est alors présent sur SourceForge.net[7]
- En septembre 2003 apparaît la version 4.0, utilisant la version 2 de GTK+ et supporte Mac OS X. Toute l'interface a été renouvelée, prenant sa forme actuelle. Les logiciels associés restent identiques à la version 3.8.
- En janvier 2005 sort Xfce 4.2. De nombreuses nouveautés ont été apportées, la plus remarquable étant l'ajout d'un compositeur intégré au gestionnaire de fenêtres Xfwm, dans un souci de fiabilité et légèreté[8]. De nouvelles icônes SVG sont disponibles.
- Le 21 janvier 2007, la version 4.4 de Xfce est sortie. Elle dispose de nouveaux outils tels que Thunar (qui remplace Xffm) ainsi que de nombreuses améliorations de ses composants principaux. Par exemple, il est maintenant possible d'avoir plusieurs Panels et la gestion du glisser-déposer a été améliorée.
- Le 27 février 2009, la version 4.6. Un nouveau système de configuration, un nouveau contrôleur de volume, des possibilités de sélection amélioré, un gestionnaire de session[9].
- Le 16 janvier 2011, la version 4.8 sort après deux ans de développement[10].
- Le 28 avril 2012, un peu plus d'un an après, la version 4.10 sort[11], le menu des paramètres a été réorganisé, l'interface permet l'agrandissement des fenêtres en les déplaçant dans les coins de l'écran comme l'aero snap de Windows 7[12].
- Le 28 février 2015, presque trois ans après, la version 4.12 est disponible[13].
- Le 12 août 2019, la version 4.14 est disponible[14]. Les principaux composants utilisent désormais la version 3 de GTK+[15].
- Le 22 décembre 2020, la version 4.16 est disponible[16]. Cette version apporte de nombreuses modifications comme la suppression complète du support de la  version 2 de GTK+ et passage de tous les composants et icones en version 3[17].
- Le 15 décembre 2022, la version 4.18 est disponible[18].
- Le 15 décembre 2024, la version 4.20 est disponible [19]. Cette version inclut le support expérimental partiel de Wayland [20].

## Logiciels inclus

### Logiciels composant Xfce 4
| Composants          | Descriptions                                                                                               | Notes                                  |
| ------------------- | --- | -------------------------------------- |
| Clipman             | Clipboard manager                                                                                          |                                        |
| Mousepad            | Éditeur de texte                                                                                           |                                        |
| Orage               | Calendrier (logiciel) et agenda visuel.                                                                    |                                        |
| Parole              | Lecteur multimédia basé sur Gstreamer. Permet aussi d'écouter des Web radios.                              |                                        |
| Ristretto           | Visionneuse d'images.                                                                                      |                                        |
| Thunar              | Gestionnaire de fichiers.                                                                                  |                                        |
| Xfburn              | Xfburn est un logiciel de gravure de disques optiques.                                                     | Compatible Blu-Ray depuis Xfce 4.12    |
| Xfce4-appfinder     | Un trouver (finder) d'applications.                                                                        |                                        |
| Xfce4-mixer         | Un plugin de contrôle du volume sonore pour le panneau Xfce, et une application autonome de mixage du son. | S'appuie sur GStreamer en backend.     |
| xfce4-notifyd       | Un démon de notification simple, visuellement attirant. Compatible freedesktop.org                         |                                        |
| Xfce4-Panel         | Barre des tâches du bureau.                                                                                |                                        |
| Xfce4-power-manager | Gestion de l'alimentation électrique (PC power management (en)).                                           |                                        |
| Xfce4-session       | Gestionnaire de sessions.                                                                                  |                                        |
| Terminal (Xfce)     | Émulateur de terminal.                                                                                     |                                        |
| Xfwm                | Le gestionnaire de fenêtres de XFCE.                                                                       | Avec compositeur (logiciel) optionnel. |

### Logiciels supplémentaires inclus dans Xfce 4
Ces logiciels inclus à Xfce 4 n'en sont pas des composants obligatoires. Il peut arriver qu'ils soient remplacés par d'autres, dans certaines distributions Linux fournissant Xfce.

#### Ristretto
Ristretto est une visionneuse d'images.

#### Xarchiver
Xarchiver est un gestionnaire de fichiers archives.

## Distributions système proposant Xfce par défaut
- Aciah-Linux, spécial non-voyants
- Bitdefender Rescue CD
- CLIP OS, système d'exploitation sécurisé de l'ANSSI
- Dragora
- Fedora Linux propose une version dérivée officielle (un Spin) utilisant Xfce depuis la version 37
- HandyLinux remplacé par Debian-Facile
- Xubuntu ainsi que la version correspondante d'Ubuntu Studio (jusqu’à la version 21.10)
- Manjaro Linux, GNU/Linux basé sur Arch Linux
- Kali Linux à partir de la version 2019.4
- MX Linux
- Salix OS
- EndeavourOS (par défaut pour une installation hors ligne)

## Mascotte

La souris du logo Xfce

Selon la FAQ, le logo de Xfce est « Une souris, bien sûr, pour toutes sortes de raisons comme la domination du monde, les monstres, etc. ». Dans le jeu SuperTuxKart, dans lequel différentes mascottes open source s'affrontent, la souris est une femme nommée « Xue ».

## Easter egg (fonction cachée)
Sous XFCE 4.8 et supérieur, cliquer droit sur un tableau de bord, puis « À propos », « Crédits » et enfin sur l'adresse email de Tic-tac-toe, lance un jeu tic-tac-toe.